# Toyota Sprinter
Toyota Sprinter (яп. トヨタ・スプリンター, Тойота Спринтер) — компактный автомобиль, выпускавшийся компанией Toyota с 1968 по 2002 годы. Первые два поколения представляли собой трёхдверное купе на базе платформы Toyota Corolla. Третье и последующие поколения получили развитие в других видах кузова:
- Toyota Sprinter (фастбэк, начиная с 3-го поколения - компактный седан)
- Toyota Sprinter Trueno (трёхдверное купе)
- Toyota Sprinter Cielo (пятидверный лифтбэк)
- Toyota Sprinter Carib (универсал)
- Toyota Sprinter Marino (пятидверный хардтоп на базе Toyota Corolla Ceres)

Автомобили продавались на японском внутреннем рынке. Однако, были проекты сотрудничества с General Motors, что как следствие привело к производству дочерней компанией NUMMI таких моделей на базе Toyota Sprinter как:
- Chevrolet Nova (1984 - 1988) США
- Geo Prizm (1988 - 1997) США
- Chevrolet Prizm (1997 - 2002) США
- Holden Nova (1989 - 1996) Австралия, производство United Australian Automobile Industries

Также некоторые модели были адаптированы и для европейского рынка. Например, модель пятого поколения Toyota Sprinter Carib AL25G выпускалась под названием Toyota Tercel 4WD. Модель шестого поколения - Toyota Sprinter Cielo AE92 имела адаптированный вариант в виде переименованной Toyota Corolla Liftback. Причиной переименования автомобиля стало то, что уже присутствовала модель Mercedes-Benz Sprinter.
Первые четыре поколения автомобиля выпускались с задним приводом и продольным расположением двигателя, а пятое и последующие с передним, либо с постоянным полным приводом и поперечным расположение двигателя, однако, Toyota Sprinter Trueno AE86 сохраняла задний привод и была последним заднеприводным автомобилем этого семейства. У полноприводных модификаций имелась возможность включения блокировки центрально дифференциала раздаточной коробки с соответствующей кнопки, что повышало проходимость и комфорт.
Всё семейство автомобилей прекратило выпускаться в 2001 году в виду пересмотра концерном Toyota модельного ряда. Новая платформа автомобиля Toyota Corolla E140 послужила основой для нового семейства автомобилей: Toyota Allex и Toyota Voltz, которые заменили собой Toyota Sprinter.

## Первое поколение, E10
Первое поколение Toyota Sprinter появилось в марте 1968 года, в качестве версии первого поколения Toyota Corolla в кузове фастбэк. Это было единственное поколение со словом «Corolla» в названии.
Как и другие автомобили Corolla, Sprinter получил двигатель Toyota K, объёмом в 1077 см³, в сентябре 1969 года увеличенный до объёма 1077 см³ (3K).

## Второе поколение, E20
В мае 1970 года, бала представлена модель второго поколения в кузове купе.
В сентябре 1970 года двигатель 3K был дополнен двигателем T, объёмом 1407 см³. В марте 1972 года некоторые рынки получили двигатель 2T, объёмом 1588 см³. Автомобиль, оснащённый двигателем 2T-G с двумя распределительными валами был известен как Sprinter Trueno. 

## Третье поколение, E41-47
В 1974 году стартовало третье поколение Sprinter на базе купе Toyota Corolla третьего поколения. Были представлены 2-дверный купе, 4-дверный седан и лифтбэк. Различия между Corolla и Sprinter были в основном косметическими. Седаны получили объемную, вертикальную решетку радиатора, в то время как у купе и лифтбека был более аэродинамический дизайн передней части.
Corolla получили коды E30-38, а Sprinter - соответствующие коды E41-47.

## Четвертое поколение, E70
Sprinter 1979 года в новой версии представлен также в кузове купе, 2-х, 4-дверным седаном и хетчбэком.

## Пятое поколение, E80
Выпускалось с 1983 по 1987 год. В отличие от предшественника, задние стойки стали С-образными и уместили в себе окно. Такой дизайн сохранился до последнего поколения и получил отхождение только в 100 кузове, где визуально была попытка обыграть стиль форточки в задней двери и показать большую заднюю стойку, как бы показав увеличенное пространство салона.

## Шестое поколение, E90
Поколение выпускалось с 1987 по 1991 год. У девяностого кузова первые появился универсал в линейке кузовов.

## Седьмое поколение, E100
Сотый кузов выпускался с 1991 по 2002 год. В 1994 году модель получила рестайлинговую версию. 
Информация о нумерации кузовов:
Цифра "1" на конце модели обозначает форсированность гражданской версии двигателя 4A-GE до 165 лошадиных сил и 4 дроссельных заслонки (по 1 на каждый цилиндр).
Цифра "4" на конце модели обозначает наличие полного привода.
Буква "А" в начале модели обозначает базовую модель.
Буква "Е" в начале модели обозначает модель с уменьшенным объёмом двигателя - более экономичную версию. 
Буква "С" в начале модели обозначает дизельную модель.
Буква "G" в конце модели обозначает модель с водительским сиденьем на электроприводах и наличие заводского датчика света.
Производилась в комплектациях DE, XE, XE-Limited, SE, SE-Limited, SE-G, GT, GT-G.
• DX – минимальная комплектация, никаких удобств — всё управление по салону механическое, нет усилителя руля, салон из тряпки, руль из пластмассы, неокрашенные пластиковые элементы;
• LX – комплектация чуть лучше минимальной за счёт чуть большего комфорта только для водителя (улучшения по салону, возможность поставить АКПП, наличие ГУР);
• XE – средняя комплектация. Кардинально переработан салон и материалы (велюр), возможность установки полного электропакета кроме продвинутой музыки. До S-версий не хватает электропечки;
• SE-L – богатая комплектация. Салон более анатомически проработан, есть электрорегулируемая печка, мог стоять климат-контроль;
• SE.G – самая максимальная версия, полная электрификация и почти полная автоматизация работы всех средств в салоне (например, датчик света и дождя, остекление с защитой от ультрафиолета, электрорегулиремое сиденье водителя, возможность приобрести доп.опции, недоступные в любой другой комплектации, такие как электронная приборная панель и продвинутая аудио-система с усилителем);
• GT – комплектация заряженных автомобилей, предназначенных не только для комфортного, но и для быстрого перемещения по дорогам общего пользования на дальние расстояния. Форсированные двигатели, усиленная тормозная система, складывающийся задний диван.

## Восьмое поколение, E110
Восьмое поколение выпускалось с 1995 по 2001 год и стало последним в линейке Sprinter, более такая модификация Короллы не выпускается. Из-за экономических проблем внутри страны восьмое поколение прекратило продажи в 2001 году, в то время как устаревший сотый кузов в кузове универсал продавался до 2002 года.
В связи с экономическим застоем в экономике Японии, автомобиль не претерпел серьёзных изменений конструкции, таким образом 110-е поколение сохранило и размеры кузова, и линейку двигателей, но при этом утратило обширные варианты дилерских опций, представленных в седьмом поколении, например, электронная приборная панель или электронная система ароматизации воздуха. 
Двигатель "сто десятых" в комплектации GT был доработан и от 4A-GE Silver Top перешёл к 4A-GE Black Top добавив 5 лошадиных сил, а механическая коробка получила дополнительную шестую передачу. Дизельный 2C-двигатель также был доработан и с 2 литров вырос до 2.2.